# Achaemenes punctatus
Achaemenes punctatus är en insektsart som beskrevs av Synave 1956. Achaemenes punctatus ingår i släktet Achaemenes och familjen kilstritar. Inga underarter finns listade i Catalogue of Life.